# Ahmed Kamal (Ägyptologe)

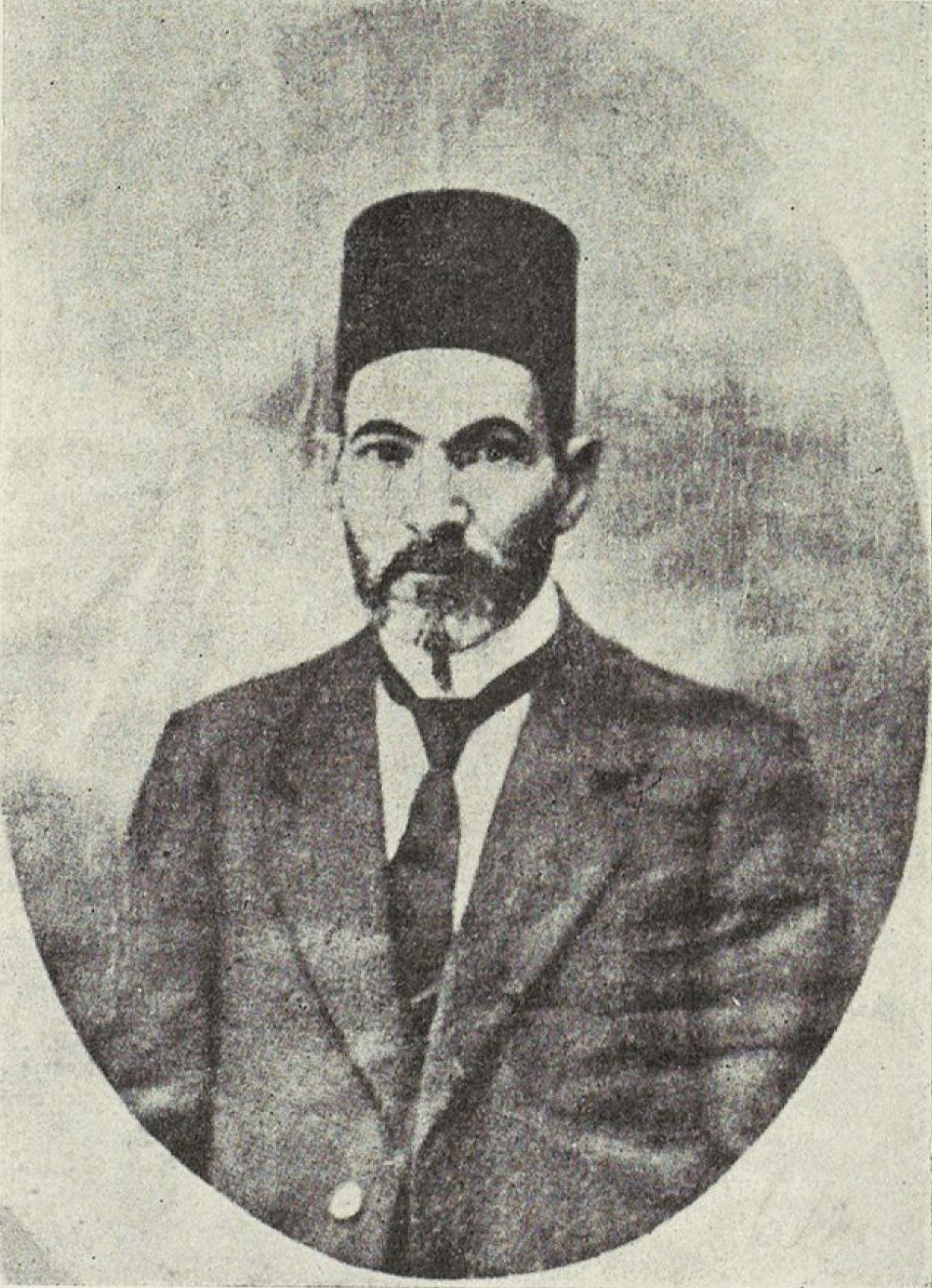
Ahmed Kamal Pascha

Ahmed Kamāl (arabisch أحمد كمال, DMG Aḥmad Kamāl, * 29. Juli 1851 in Kairo; † 5. August 1923 ebenda, auch Ahmed Kamal Bey (Pascha)) war der erste ägyptische Ägyptologe.
Ahmed Kamal war Student von Heinrich Brugsch. Er war Kurator im Ägyptischen Museum von Kairo und Mitarbeiter des Antikendienstes. Er war mitverantwortlich für die Klassifikation der Sammlung des Museums und beim Umzug von Bulaq nach Giza (im Bereich des heutigen Zoos) und zum Midan at-Tahrir beteiligt. Kamal war an den Grabungen in Dair al-Berscha, Dschabal at-Teir, Tihna, Gamhud, Atfih, Meir, Scheikh Said, Asyut und im Nildelta beteiligt.

## Schriften
- Stèles ptolémaiques et romaines. 2 Bände (= Catalogue général des antiquités égyptiennes du Musée du Caire.) Imprimerie de l’Institut français d’archéologie orientale, Le Caire 1904–1905.
- Tables d’offrandes. 2 Bände (= Catalogue général des antiquités égyptiennes du Musée du Caire.) Imprimerie de l’Institut français d’archéologie orientale, Le Caire 1906.